# Ibia
Die Ibia ist eine afrikanische Axt. Afrikanische Äxte wurden in verschiedenen Ländern und von verschiedenen Ethnien Afrikas als Kriegs-, Jagd-, Kultur- und Standeswaffe entwickelt und genutzt. Die jeweilige Bezeichnung der Waffe bezieht sich auf eine Ausprägung dieses Waffentyps, die einer bestimmten Ethnie zugeordnet wird.

## Beschreibung
Die Ibia hat eine axtförmige, einschneidige Klinge aus Messing. Die Klingenangel ist verhältnismäßig dünn und quadratisch. Sie läuft durch das Heft und ist am Ende zur Befestigung umgeschlagen. Der Schaft besteht aus Holz und ist keulenförmig und gebogen. Er ist im unteren Teil mit Kupfer- und Messingdraht umwickelt. Im oberen Teil, wo die Klinge befestigt ist, ist der Schaft mit Metallnägeln linienförmig beschlagen. Der Knauf ist aus Holz und scheibenförmig. Die Ibia-Axt wird von der Ethnie der Teke benutzt.